# Coda – mozaika brzmień
Coda – mozaika brzmień – dodatkowa dokumentacja muzyczna zawierająca archiwalne materiały dźwiękowe do dwudziestopłytowego boxu muzycznego dotyczącego solowej twórczości Józefa Skrzeka zatytułowanego Viator 1973–2007 wydanego przez Metal Mind Records. Płyta jest ostatnią dwudziestą publikacją zawartą w ww. boxie.

## Premiera
- Nagrania były rejestrowane: w Polskim Radiu w Warszawie (utwory 1-3 rejestracja w kwietniu 1973 roku), (utwory 4 – 5 rejestracja w marcu 1975 roku), (utwory 6 – 11 rejestracja w styczniu 1977 roku), (utwory 12 – 14 rejestracja w latach 1992–2000 w Pink Noise Studio w Achen), (utwór 15 rejestracja na żywo w Planetarium Śląskim 20.01. 2007 roku), (utwór 16 rejestracja podczas koncertu w Rzeszowie 19.06. 2007 roku).
- Oficjalna premiera całego dwudziestopłytowego boxu odbyła się w Studiu Koncertowym Polskiego Radia Katowice w kwietniu 2007[2]

## Muzycy
- Józef Skrzek – wokal, gitara basowa, syntezatory, harmonijka
- Apostolis Anthimos – gitary
- Krzysztof Sadowski – organy Hammonda
- Novi Singers – śpiew
- Welcome Project Group wraz z Eugiene Lasar oraz Heike Aretz
- Orkiestra Tadeusza Klimondy

## Lista utworów
1. Jestem suchy – 02:36
2. Baltazar przed czwartą – 02:27
3. Powrót z Białej – 03:16
4. Granity Tatr – 05:10
5. Karakorum – 03:29
6. Blues dla Elżbiety – 03:40
7. Blues dla Iwony – 04:52
8. Blues dla Liliany – 06:29
9. Blues dla Ludmiły – 04:09
10. Blues dla Marysi – 04:30
11. Blues dla Oleńki – 04:00
12. Całkiem spokojne zmęczenie – 04:27
13. Queen Of The Bar – 05:02
14. Rain – 04:45
15. Except From „La Tempete” – 05:56
16. Dla przyjaciół – Mirze i Tadeuszowi – 03:01

## Informacje dodatkowe
- Autorami muzyki są: Józef Skrzek (utwory: 2,3,4,13,15,16,17), Tadeusz Klimonda (utwory:1,5,6), Józef Skrzek i Krzysztof Sadowski (utwory:7,8,9,10,11,12)
- Teksty zostały napisane przez: Tomasz Palasz (utwór 13), Julian Matej (utwór 14), Heike Aretz (utwór 15)
- Box został wydany w ilości 1000 numerowanych egzemplarzy